# Boeing Persistent Munition Technology Demonstrator
El Persistent Munition Technology Demonstrator o PMTD es un vehículo aéreo no tripulado (UAV) desarrollado y producido por la división Advanced Weapons and Missile Systems de Boeing como bancada de pruebas para desarrollar y volar varias tecnologías UAV. También ha sido llamado Dominator

## Diseño y desarrollo
El PMTD pesa 27 kg, tiene 3,7 m de envergadura y está propulsado por un único motor de pistón que mueve una hélice propulsora. Voló por primera vez en abril de 2006, en el Vandalia Municipal Airport, Vandalia, Illinois.
Diseñado para ser lanzado tanto desde el aire o desde tierra y permanecer grandes tiempos en el aire, el PMTD tiene la habilidad de operar de forma completamente autónoma. Durante su primer vuelo, el UAV voló autónomamente a 14 localizaciones programadas, cambió de altitud cuatro veces, y alcanzó todas las velocidades programadas. El grupo inicial de pruebas de vuelo se centró solamente en la validación del modo de vuelo autónomo, mientras que futuras pruebas incluirán la integración de sensores, los sistemas de guiado de armamento, los sistemas de lanzamiento de municiones y el reabastecimiento en vuelo.
La EDO Corporation financió el desarrollo de la célula de materiales compuestos del avión, mientras que Boeing financió todas las pruebas de vuelo.
El Just-in-Time Strike Augmentation (JITSA) es una propuesta de programa de la Fuerza Aérea de los Estados Unidos de operaciones centradas en redes para comandar el campo de batalla desde el aire, usando el C-17 Globemaster III para lanzar grandes cantidades de PMTD en el espacio de batalla.